# Mansjön, Hälsingland
Mansjön är en sjö i Ljusdals kommun i Hälsingland och ingår i Ljusnans huvudavrinningsområde. Sjön är 17,2 meter djup, har en yta på 0,793 kvadratkilometer och befinner sig 222,3 meter över havet. Sjön avvattnas av vattendraget Loån.

## Delavrinningsområde
Mansjön ingår i det delavrinningsområde (682964-147313) som SMHI kallar för Utloppet av Mansjön. Medelhöjden är 254 meter över havet och ytan är 5,12 kvadratkilometer. Räknas de 54 avrinningsområdena uppströms in blir den ackumulerade arean 382,05 kvadratkilometer. Loån som avvattnar avrinningsområdet har biflödesordning 3, vilket innebär att vattnet flödar genom totalt 3 vattendrag innan det når havet efter 158 kilometer. Avrinningsområdet består mestadels av skog (76 procent). Avrinningsområdet har 0,86 kvadratkilometer vattenytor vilket ger det en sjöprocent på 16,9 procent.